# 艾奧納修道院

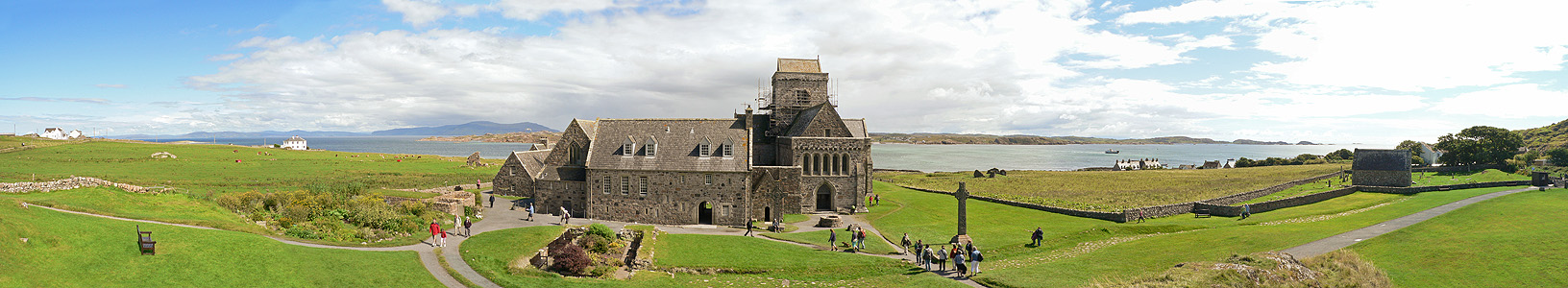
修道院全景

艾奧納修道院（Iona Abbey）是位於英國蘇格蘭西海岸艾奧納島上的一座修道院。這座修道院是西歐歷史最古老的基督教中心之一，也是基督教在蘇格蘭普及的重要據點之一。現在艾奧納修道院仍然是一個熱門的基督教朝聖地點。
563年，Columba与12位同伴从爱尔兰来到爱奥那，并建起了一座修道院，后续发展成为在皮克特和苏格兰传播基督教的有影响力的中心据点。起初这座岛和修道院都叫做"Hy"或者"Hii"，而"Iona"是源于14世纪"Hy"的拉丁文转写"Ioua"的误译。

## 外部連結
- 艾奧納修道院 - site information from Historic Scotland
- Iona Community （页面存档备份，存于）
- Iona Abbey website （页面存档备份，存于）
- School of Iona （页面存档备份，存于） Catholic Encyclopedia article

56°20′03″N 06°23′37″W / 56.33417°N 6.39361°W